# Répression des gangs honduriens de 2022
La répression des gangs honduriens de 2022 (appelée au Honduras en espagnol : Régimen de Excepción, litt. le Régime d'exception) constitue une série d'actions politiques et militaires entreprises par le gouvernement du Honduras à l'encontre des gangs armés du pays. Elle débute en décembre 2022 après la suspension par le gouvernement de certaines parties de la constitution (en) afin de lutter contre les gangs criminels.

## Annonce
En réaction à la violence récurrente qui perdure au pays depuis des années, la présidente Xiomara Castro déclare l'état d'urgence le 24 novembre 2022 afin de combattre la violence armée. Le 3 décembre suivant, le gouvernement du Honduras annonce que certains droits constitutionnels seraient suspendus dans les villes de Tegucigalpa et San Pedro Sula pour réprimer les gangs criminels dans ces deux villes, en particulier Mara Salvatrucha (MS-13) et 18th Street Gang. Cet état d'exception doit commencer trois jours plus tard, le 6 décembre 2023. Dans ces villes, les gangs sont accusés d'extorquer des habitants en échange d'une protection contre la violence, et de tuer des personnes qui refusent de payer. Selon l'Association pour une société plus juste, les gangs gagnent environ 737 millions de dollars grâce à l'extorsion. Gustavo Sánchez, le commissaire de la police nationale (en), a déclaré que l'état d'exception persisterait pendant 30 jours.
Xiomara Castro, la présidente du Honduras, a condamné le recours à l'extorsion par les gangs, déclarant : « [L'extorsion] est l'une des principales causes d'insécurité, de migration, de déplacement, de perte de liberté, de morts violentes et de fermeture de petites et moyennes entreprises. Avec la stratégie globale contre l'extorsion et les crimes connexes annoncée aujourd'hui par la police nationale, ce gouvernement de socialisme démocratique déclare la guerre à l'extorsion ». Selon Leandro Osorio, l'ancien commissaire de la police nationale, la répression « mènerait des actions répressives » et « pénétrerait » les gangs pour capturer leurs chefs. Raúl Pineda Alvarado, un analyste de la sécurité hondurien, a déclaré que la répression serait une « imitation » d'une répression similaire des gangs au Salvador qui a commencé en mars 2022.

## Répression
La répression commence le même jour que le début de l'état d'exception, soit le 6 décembre 2022 à 18 h 0 lorsque 2 000 policiers entrent dans les zones contrôlées par les gangs à Tegucigalpa et San Pedro Sula.
Le 8 janvier 2023, Castro prolonge l'état d'exception pour une durée de 45 jours. Il est ensuite prolongé les 21 février et 8 avril suivants,.